# Saint-Médard-en-Jalles
Saint-Médard-en-Jalles – miejscowość i gmina we Francji, w regionie Nowa Akwitania, w departamencie Żyronda.
Według danych na rok 1990 gminę zamieszkiwały 22 064 osoby, a gęstość zaludnienia wynosiła 259 osób/km² (wśród 2290 gmin Akwitanii Saint-Médard-en-Jalles plasuje się na 16. miejscu pod względem liczby ludności, natomiast pod względem powierzchni na miejscu 46.).